# Paecilomyces erectus
Paecilomyces erectus är en svampart som beskrevs av Demelius 1923. Paecilomyces erectus ingår i släktet Paecilomyces och familjen Trichocomaceae.   Inga underarter finns listade i Catalogue of Life.